# Copii indigo
Copiii indigo, conform unui concept pseudoștiințific New Age, sunt copii despre care se crede că posedă trăsături sau abilități speciale, neobișnuite și uneori supranaturale. Ideea se bazează pe concepte dezvoltate în anii 1970 de Nancy Ann Tappe, care a susținut că a observat copii indigo începând cu sfârșitul anilor 1960. Ideile ei au fost dezvoltate mai departe de Lee Carroll⁠(d) și Jan Tober. Conceptul de copii indigo a câștigat interes popular odată cu publicarea unei serii de cărți la sfârșitul anilor 1990 și lansarea mai multor filme în deceniul următor. Au fost create o varietate de cărți, conferințe și materiale conexe în jurul credinței în ideea de copii indigo și natura și abilitățile lor. Interpretările acestor credințe variază de la a fi următoarea etapă a evoluției umane, în unele cazuri aceștia ar avea abilități paranormale, cum ar fi telepatia, până la credința că sunt mai empatici și mai creativi decât semenii lor.
Niciun studiu științific nu oferă credibilitate existenței copiilor indigo sau trăsăturilor acestora. Unii părinți aleg să-și eticheteze copiii care au fost diagnosticați cu dificultăți de învățare drept copii indigo pentru a-i diagnostica alternativ. Criticii văd acest lucru ca pe o modalitate prin care părinții nu iau în considerare tratamentul pediatric sau un diagnostic psihiatric. Unele liste de trăsături folosite pentru a descrie copiii indigo au fost, de asemenea, criticate pentru că sunt suficient de vagi pentru a fi aplicate la majoritatea oamenilor, o formă a efectului Forer.